# Camponotus varians
Camponotus varians é uma espécie de inseto do gênero Camponotus, pertencente à família Formicidae.